# Gods of War
Gods of War je desáté studiové album kapely Manowar vydané roku 2007. Album je věnované severské mytologii, především bohu Ódinovi. Všechen text na coveru alba je psán staroseverskými runami. Cover nakreslil jej dlouholetý spolupracovník Manowar, Ken Kelly.

## Seznam skladeb
1. "Overture to the Hymn of the Immortal Warriors" (Joey DeMaio) – 6:19
2. "The Ascension" – 2:30
3. "King of Kings" – 4:17
4. "Army of the Dead, Part I" – 1:58
5. "Sleipnir" – 5:13
6. "Loki God of Fire" – 3:49
7. "Blood Brothers" – 4:54
8. "Overture to Odin" – 3:41
9. "The Blood of Odin" – 3:57
10. "The Sons of Odin" – 6:23
11. "Glory Majesty Unity" – 4:41
12. "Gods of War" (DeMaio) – 7:25
13. "Army of the Dead, Part II" – 2:20
14. "Odin" (DeMaio) – 5:26
15. "Hymn of the Immortal Warriors" – 5:29
16. "Die for Metal (bonus track)" – 5:16

## Sestava
- Eric Adams – zpěv
- Karl Logan – kytara
- Joey DeMaio – baskytara
- Scott Columbus – bicí

### Hosté
- Joe Rozler – klávesy